# Enter Shikari
Enter Shikari са британска post-hardcore (пост-хардкор) музикална група, която използва тежки синтезирани ефекти. Те се формират през 2003 година, в Сейнт Олбанс, Хартфордшър, от където са и четирите ѝ члена. Името на групата в началото било просто Shikari. Shikari имат в звученето си и нотки на Persian, Hindi, Undu и Panjabi. Техен дебютен албум е „Take to the Skies“, които излиза за първи път на пазара на 19 март 2007 и е на четвърто място в световната класация „Official UK Album Chart“.